# Begonia temburongensis
Espèce
Begonia temburongensis est une espèce de plantes de la famille des Begoniaceae.
Elle a été décrite en 1996 par Martin Jonathan Southgate Sands (1938-).

## Répartition géographique
Cette espèce est originaire du pays suivant : Brunei.